# Sok Leang Lim
Sok Leang Lim (ur. 18 czerwca 2001) – kambodżański zapaśnik walczący w obu stylach. Zajął piąte miejsce na igrzyskach Azji Południowo-Wschodniej w 2023. Brązowy medalista mistrzostw Azji Południowo-Wschodniej w 2022 i 2023 roku.